# The Reaping (film 1915 King)
The Reaping è un cortometraggio muto del 1915 scritto e diretto da Burton L. King.

## Produzione
Il film fu prodotto dalla Selig Polyscope Company.

## Distribuzione
Distribuito dalla General Film Company, il film - un cortometraggio in due bobine - uscì nelle sale cinematografiche statunitensi il 3 maggio 1915.